# Profondo rosso (film 1920)
Profondo rosso (The Deep Purple) è un film muto del 1920 diretto da R.A. Walsh (Raoul Walsh) che ha come protagonista Miriam Cooper.
La sceneggiatura si basa sul lavoro teatrale The Deep Purple di Paul Armstrong e Wilson Mizner, uno spettacolo di successo che aveva debuttato a Broadway al Lyric Theatre il 9 gennaio 1911, restando in cartellone per cinque mesi.

## Trama

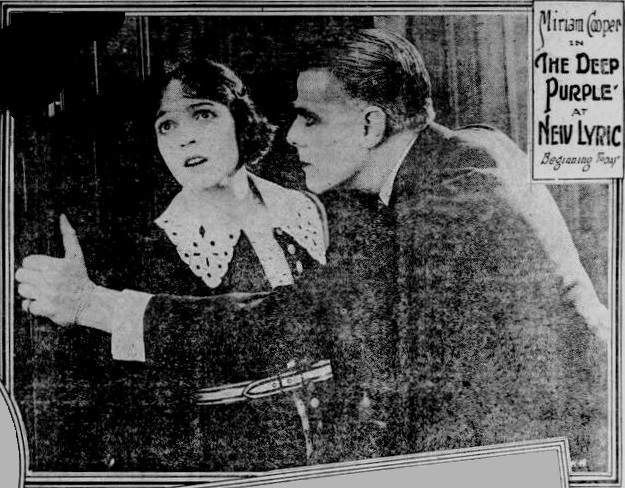
Miriam Cooper e Vincent Serrano

In una cittadina di provincia arriva una banda di furfanti che ha il progetto di truffare la chiesa locale. Harry, uno dei malviventi, corteggia Doris, la figlia del pastore, con lo scopo di utilizzarla nei suoi traffici. L'ingenua ragazza accetta la proposta di matrimonio dell'uomo e parte con lui alla volta di New York. Lì, Harry le chiede di incontrare William Lake per discutere con lui di un affare. Mentre i due sono insieme, nella stanza irrompe Harry che accusa Lake di sedurre Doris, ricattandolo se non vuole che venga reso pubblico il suo comportamento scandaloso. I due uomini vengono alle mani e Lake finisce a terra. Harry prende la frastornata Doris e la porta via con sé. "Fresno" Kate, la complice di Harry, pentita per il trattamento che la povera Doris deve subire, denuncia il truffatore alle autorità. Tempo dopo, quando William rivede Doris, tra i due inizia una dolce storia d'amore.

## Produzione
Il film fu prodotto dalla Mayflower Photoplay Company.

## Distribuzione
Distribuito dalla Realart Pictures Corporation, il film uscì nelle sale statunitensi il 2 maggio 1920.